# Stelling Minnis
Stelling Minnis – wieś w Anglii, w hrabstwie Kent, w dystrykcie Folkestone and Hythe. Leży 39 km na wschód od miasta Maidstone i 91 km na południowy wschód od centrum Londynu.